# Handebol UNOPAR/FEL Londrina
Le Handebol UNOPAR/FEL Londrina est un club de handball brésilien basé à Londrina dans l'État du Paraná.

## Palmarès
- Coupe du monde des clubs de handball :
  - 5e en 2010
- Championnat panaméricain des clubs de handball[1]
  - Vainqueur en 2009
- Championnat du Brésil[2]
  - Vainqueur (2) : 2005 et 2008